# Erin Springs
Erin Springs és un poble dels Estats Units a l'estat d'Oklahoma. Segons el cens del 2000 tenia 114 habitants.

## Demografia
Segons el cens del 2000, Erin Springs tenia 114 habitants, 44 habitatges, i 35 famílies. La densitat de població era de 258,9 habitants per km².
Dels 44 habitatges en un 34,1% hi vivien nens de menys de 18 anys, en un 68,2% hi vivien parelles casades, en un 9,1% dones solteres, i en un 18,2% no eren unitats familiars. En el 15,9% dels habitatges hi vivien persones soles el 2,3% de les quals corresponia a persones de 65 anys o més que vivien soles. El nombre mitjà de persones vivint en cada habitatge era de 2,59 i el nombre mitjà de persones que vivien en cada família era de 2,83.
Per edats la població es repartia de la següent manera: un 26,3% tenia menys de 18 anys, un 6,1% entre 18 i 24, un 21,9% entre 25 i 44, un 26,3% de 45 a 60 i un 19,3% 65 anys o més.
L'edat mediana era de 42 anys. Per cada 100 dones de 18 o més anys hi havia 82,6 homes.
La renda mediana per habitatge era de 18.846 $ i la renda mediana per família de 18.929 $. Els homes tenien una renda mediana de 24.167 $ mentre que les dones 12.083 $. La renda per capita de la població era de 10.330 $. Cap de les famílies estaven per davall del llindar de pobresa.

## Poblacions més properes
El següent diagrama mostra les poblacions més properes.